# جينا ماكورميك
جينا ماكورميك (بالإنجليزية: Jenna McCormick)‏ (7 سبتمبر 1994 بأستراليا - ) هي لاعبة كرة القدم ذات القواعد الأسترالية ولاعبة كرة قدم أسترالية في مركز الدفاع. لعبت مع كانبيرا يونايتد وAdelaide United FC (women) ‏ وAdelaide Football Club ‏.

## وصلات خارجية
- جينا ماكورميك على موقع قاعدة بيانات كرة القدم.إي يو (الإنجليزية)
- جينا ماكورميك على موقع Soccerway.com (الإنجليزية)
- جينا ماكورميك على موقع AustralianFootball.com (الإنجليزية)